# Antoine Court de Gébelin

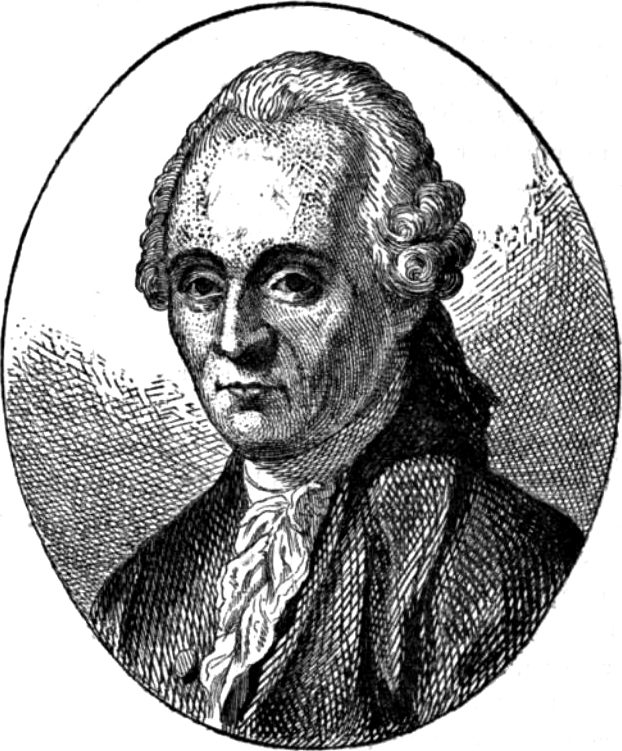
Antoine Court de Gébelin

Antoine Court de Gébelin, geboren als Antoine Court, Nîmes, 25 januari 1725 – Parijs, 12 mei 1784, was een Franse geleerde, filoloog en prozaschrijver die bekendheid verwierf door een publicatie waarin hij de tarotkaarten voorstelde als geheime schatkamer van esoterische wijsheid. Na twintig jaar studie begon hij aan een reeks boeken waaraan tot zijn overlijden heeft gewerkt: Le Monde primitif analysé et comparé avec le monde moderne, bestaande uit 9 delen.
Court de Gébelin lag aan de basis van de interpretatie van de tarotkaarten als een soort 'geheime' leer, waarin hij dacht sporen te vinden van een eeuwenoude wijsheid die op deze manier van generatie op generatie was overgeleverd. Deze denkbeelden bracht hij voor het eerst naar voren in het achtste deel van zijn essay Le Monde primitif, analysé et comparé avec le monde moderne (de primitieve wereld, geanalyseerd en vergeleken met de moderne wereld). Het hoofdstuk over de tarot, dat nu onlosmakelijk is verbonden met zijn naam, is één deel van een in totaal negendelige reeks die hij vanaf 1773 publiceerde voor een aantal belangrijke abonnees, waaronder Lodewijk XVI.
Volgens wat hij in zijn essay schrijft, viel hem al bij een eerste kennismaking met de tarotkaarten op dat ze van een Oud-Egyptische afkomst waren. Court de Gébelin schreef echter nog zonder kennis van Champollions latere werk in verband met de ontcijfering van de Egyptische hiërogliefen en maakte een reconstructie van de geschiedenis van de tarot zonder zich veel om historische bewijzen te bekommeren. Volgens hem hadden Egyptische priesters de inhoud van hun oude 'Boek van Thoth' via de symboliek van de afbeeldingen in deze kaarten gestoken en vervolgens in het geheim naar Rome gebracht. Daar zouden de pausen dan de tarot hebben leren kennen en in de 14e eeuw naar Avignon gebracht hebben. Van daaruit werden ze in Frankrijk geïntroduceerd.